# Élections européennes de 2004 en Pologne

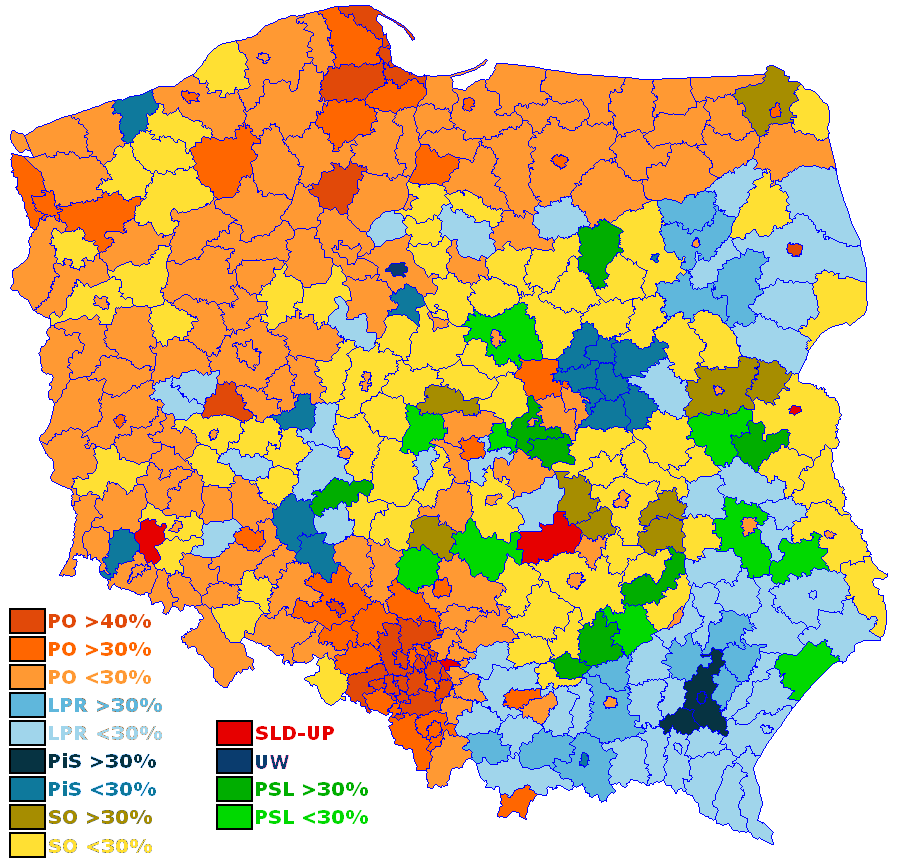
Carte de la distribution électorale

Les élections européennes se sont déroulées le dimanche 13 juin 2004 en Pologne pour désigner les 54 députés européens au Parlement européen, pour la législature 2004-2009.

## Résultats
| Parti                                                      | Vote      | %     | siège |
| ---------------------------------------------------------- | --------- | ----- | ----- |
| Plate-forme civique (PO)                                   | 1 467 775 | 24,1  | 15    |
| Ligue des familles polonaises (LPR)                        | 969 689   | 15,2  | 10    |
| Droit et justice (PiS)                                     | 771 858   | 12,7  | 7     |
| Autodéfense de la république de Pologne (Samoobrona)       | 656 782   | 10,8  | 6     |
| Alliance de la gauche démocratique - Union du travail (UP) | 561 311   | 9,3   | 5     |
| Union pour la liberté (UW)                                 | 446 549   | 7,3   | 4     |
| Parti paysan polonais (PSL)                                | 386 340   | 6,3   | 4     |
| Social-démocratie de Pologne (SdPL)                        | 324 707   | 5,3   | 3     |
| Autres                                                     | 506 520   | 8,3   | -     |
| Total                                                      | 6 091 531 | 100 % | 54    |